# Zelotes gabriel
Espèce
Zelotes gabriel est une espèce d'araignées aranéomorphes de la famille des Gnaphosidae.

## Distribution
Cette espèce est endémique de Californie aux États-Unis.  Elle se rencontre dans les comtés de Los Angeles et de San Diego.

## Description
Les mâles mesurent de 3,36 à 3,49 mm et les femelles 3,06 à 3,46 mm.

## Étymologie
Son nom d'espèce lui a été donné en référence au lieu de sa découverte, le canyon San Gabriel.

## Publication originale
- Platnick & Shadab, 1983 : A revision of the American spiders of the genus Zelotes (Araneae, Gnaphosidae). Bulletin of the American Museum of Natural History, no 174, p. 97-192 (texte intégral).